# Петтонвиль
Петтонви́ль (фр. Pettonville) — коммуна во французском департаменте Мёрт и Мозель региона Лотарингия. Относится к  кантону Баккара.	

## География
Петтонвиль расположен в 45 км к юго-востоку от Нанси. Соседние коммуны: Эрбевиллер на севере, Миньевиль на востоке, Ваксенвиль на юге, Абленвиль на юго-западе, Бюривиль, Реклонвиль и Ожевиллер на северо-западе.

## Демография
Население коммуны на 2010 год составляло 59 человек.
| 1962 | 1968 | 1975 | 1982 | 1990 | 1999 | 2010 |
| ---- | ---- | ---- | ---- | ---- | ---- | ---- |
| 59   | 69   | 61   | 47   | 48   | 43   | 59   |

## Достопримечательности
- Церковь Сен-Юрбен XVIII века
- Мельница XVIII века